# التشفير العصبي للصوت
التشفير العصبي للصوت هو تمثيل الإحساس والإدراك السمعيين في الجهاز العصبي.
يبحث المقال في المبادئ النفسية الأساسية للإدراك الصوتي، ويتتبع آليات السمع بدءًا من الصوت باعتباره موجات ضغط في الهواء وصولًا إلى توصيل هذه الموجات وتحويلها إلى نبضات كهربائية (جهود فعل) على طول ألياف العصب السمعي وانتهاءً بمعالجتها في الدماغ.

## التوصيل

### الخلايا الشعرية السمعية
تشكل الخلايا الشعرية السمعية في القوقعة أساس الوظيفة الخاصة المميزة لجهاز السمع (يمكن ملاحظة وجود شكل مشابه من هذه الخلايا الشعرية في القنوات الهلالية). تتمثل الوظيفة الرئيسية لهذه الخلايا في التوصيل الميكانيكي، أو التحويل بين الإشارات الميكانيكية والعصبية. من المثير للدهشة وجود عدد قليل نسبيًا من الخلايا الشعرية السمعية عند مقارنتها بغيرها من الخلايا الحسية مثل العصي والمخاريط في جهاز الرؤية. يؤدي بالتالي فقدان عدد أقل من الخلايا الشعرية السمعية (أي الآلاف منها) إلى تبعات كارثية بينما لا تؤدي خسارة عدد أكبر من الخلايا الشبكية (أي مئات الآلاف منها) إلى هذه الدرجة الكبيرة من التدهور من وجهة النظر الحسية.
تجدر الملاحظة أن الخلايا الشعرية القوقعية منظمة في خلايا شعرية داخلية وخلايا شعرية خارجية؛ تشير صفتا الخارجية والداخلية هنا إلى موقع الخلايا النسبي بالنسبة إلى محور حلزون القوقعة. تمثل الخلايا الشعرية الداخلية المستقبلات الحسية الأساسية، وتُعد مسؤولة عن كمية كبيرة من المدخلات الحسية الواردة إلى القشرة السمعية. تعمل الخلايا الشعرية الخارجية بدورها على تعزيز الإشارة الميكانيكية من خلال استخدام الارتجاع الكهربائي الميكانيكي.

#### التوصيل الميكانيكي
يحتوي السطح الذروي لكل خلية شعرية قوقعية على حزمة شعرية. تحتوي كل حزمة شعرية على ما يقارب 300 بروز من البروزات الدقيقة المعروفة باسم الأهداب الساكنة، التي تتكون من عناصر هيكل الخلية الأكتينية. تمثل الأهداب الساكنة حزمة شعرية منظمة في صفوف متعددة وفق ارتفاعات مختلفة. بالإضافة إلى الأهداب الساكنة، توجد بنية هدبية معروفة باسم الهدب المحرك، إذ يُعتقد أنها مسؤولة عن تنكس الخلايا الشعرية الناجم عن التعرض للترددات العالية.
يمتلك الهدب الساكن القدرة على الانحناء حتى مستوى ارتباطه بالسطح الذروي من الخلايا الشعرية. ترتبط خيوط الأكتين المكونة للأهداب الساكنة مع بعضها البعض بشكل وثيق وتتداخل مع الفيبرين، ما يجعلها متصلبة وعديمة المرونة في الوضعيات المغايرة للوضعية القاعدية. عند انحراف الأهداب الساكنة في الصف الأطول في اتجاه التنبيه الإيجابي، تنحرف أيضًا الصفوف الأقصر من الأهداب الساكنة. تحدث هذه الانحرافات المتزامنة نتيجة خيوط معروفة باسم وصلات القمة التي تربط جانب كل هدب ساكن طويل مع قمة هدب ساكن قصير في الصف المجاور. عند انحراف الأهداب الساكنة الطويلة، يتولد توتر في وصلات القمة ما يؤدي إلى انحراف الأهداب الساكنة في الصفوف الأخرى. يوجد في النهاية السفلية من كل وصلة قمة قنوات التوصيل الميكانيكي الكهربائي (إم إي تي)، التي تنفتح نتيجة التوتر الحاصل في وصلات القمة. تُعتبر قنوات التوصيل الميكانيكي الكهربائي هذه قنوات توصيل انتقائي للأيونات الموجبة ما يسمح بدخول أيونات البوتاسيوم والكالسيوم إلى الخلية الشعرية من اللمف الداخلي الموجود في نهايتها الذروية.
يؤدي تدفق الأيونات الموجبة إلى الداخل، على وجه التحديد البوتاسيوم، عبر قنوات التوصيل الميكانيكي الكهربائي المفتوحة إلى زوال استقطاب جهد غشاء الخلية الشعرية. يؤدي زوال الاستقطاب هذا بدوره إلى فتح قنوات الكالسيوم المعتمدة على الفولتية ما يسمح بتدفق إضافي للكالسيوم نحو الداخل. تسبب هذه العملية ارتفاع تركيز الكالسيوم، ما يؤدي إلى تحريض تحرير حويصلات النواقل العصبية الموجودة عند المشابك ذات شكل عقدة الفراشة في السطح القاعدي الوحشي من الخلية الشعرية. يؤدي تحرير النواقل العصبية عند هذه المشابك بدوره إلى توليد جهد الفعل في ليف العصب السمعي الموافق. يلعب فرط استقطاب الخلية الشعرية، الذي يحدث عند خروج البوتاسيوم من الخلية، دورًا هامًا، إذ يسمح بإيقاف تدفق الكالسيوم نحو الداخل ما يوقف تحرير الحويصلات عند المشابك ذات شكل عقدة الفراشة. نتيجة لذلك، كما هو الحال في الأماكن الأخرى من الجسم، يعتمد التوصيل على تراكيز الأيونات وتوزيعها. يتميز اللمف المحيطي الملاحظ في السقالة الطبلية بتركيز منخفض من البوتاسيوم، بينما يمتلك اللمف الداخلي الملاحظ في السقالة الوسطى تركيز مرتفع من البوتاسيوم إلى جانب امتلاكه لما يقارب 80 ميلي فولت من الجهد الكهربائي مقارنة باللمف المحيطي. تُعد عملية التوصيل الميكانيكي الخاصة بالأهداب الساكنة شديدة الحساسية وقادرة على كشف تقلبات السوائل الصغيرة للغاية التي قد تصل إلى 0.3 نانو متر، وتستطيع تحويل هذه المحاكاة الميكانيكية إلى نبضة عصبية كهربائية في غضون 10 ميكرو ثانية تقريبًا.

### الألياف العصبية من القوقعة
يوجد نوعان من العصبونات الواردة الموجودة في القوقعة: النوع I والنوع II. يتميز كل من نوعي العصبونات بانتقائية خلوية معينة داخل القوقعة. تتمثل الآلية المقترحة الكامنة خلف انتقائية كل من نوعي العصبونات لنوع محدد من الخلايا الشعرية في نظريتين متعارضتين للعلوم العصبية، إذ يُطلق عليهما فرضية البناء المحيطي وفرضية البناء الخلوي الذاتي. تنص فرضية البناء المحيطي على حدوث تمايز النمط الظاهري بين نوعي العصبونات بعد ارتباط هذه العصبونات غير المتمايزة مع الخلايا الشعرية التي تصبح مسؤولة عن تحديد مسار تمايزها في وقت لاحق. تشير فرضية البناء الخلوي الذاتي إلى حدوث تمايز العصبونات من النوع الأول والثاني بعد المرحلة الأخيرة من الانقسام المتساوي قبل حدوث التعصيب. يلعب كل من نوعي العصبونات دورًا في تشفير الصوت من أجل توصيله إلى الدماغ.

#### العصبونات من النوع I
تُعد العصبونات من النوع الأول مسؤولة عن تعصيب الخلايا الشعرية الداخلية. تتقارب هذه العصبونات بشكل كبير باتجاه النهاية القاعدية مقارنة بالنهاية الذروية. تعمل حزمة الألياف الشعاعية كوسيط بين العصبونات من النوع الأول والخلايا الشعرية الداخلية. يمكن ملاحظة نسبة 1:1 من التعصيب بين العصبونات من النوع الأول والخلايا الشعرية الداخلية ما يسمح بتوصيل الإشارات بدقة عالية.

#### العصبونات من النوع II
تعصب العصبونات من النوع الثاني الخلايا الشعرية الخارجية. مع ذلك، يتقارب هذا النوع من العصبونات بشكل أكبر باتجاه النهاية الذروية مقارنة بالنهاية القاعدية. يمكن ملاحظة نسبة 60:1-30 من التعصيب بين العصبونات من النوع الثاني والخلايا الشعرية الخارجية ما يجعل هذه العصبونات مثالية من أجل الارتجاع الكهربائي الميكانيكي. يمكن إجراء التعديلات بسهولة على هذا النوع من العصبونات من أجل تعصيب الخلايا الشعرية الداخلية في حال تلف الخلايا الشعرية الخارجية نتيجة ضرر ميكانيكي أو كيميائي ناجم عن بعض الأدوية مثل الجنتمايسين.